# Bandeira Eureka

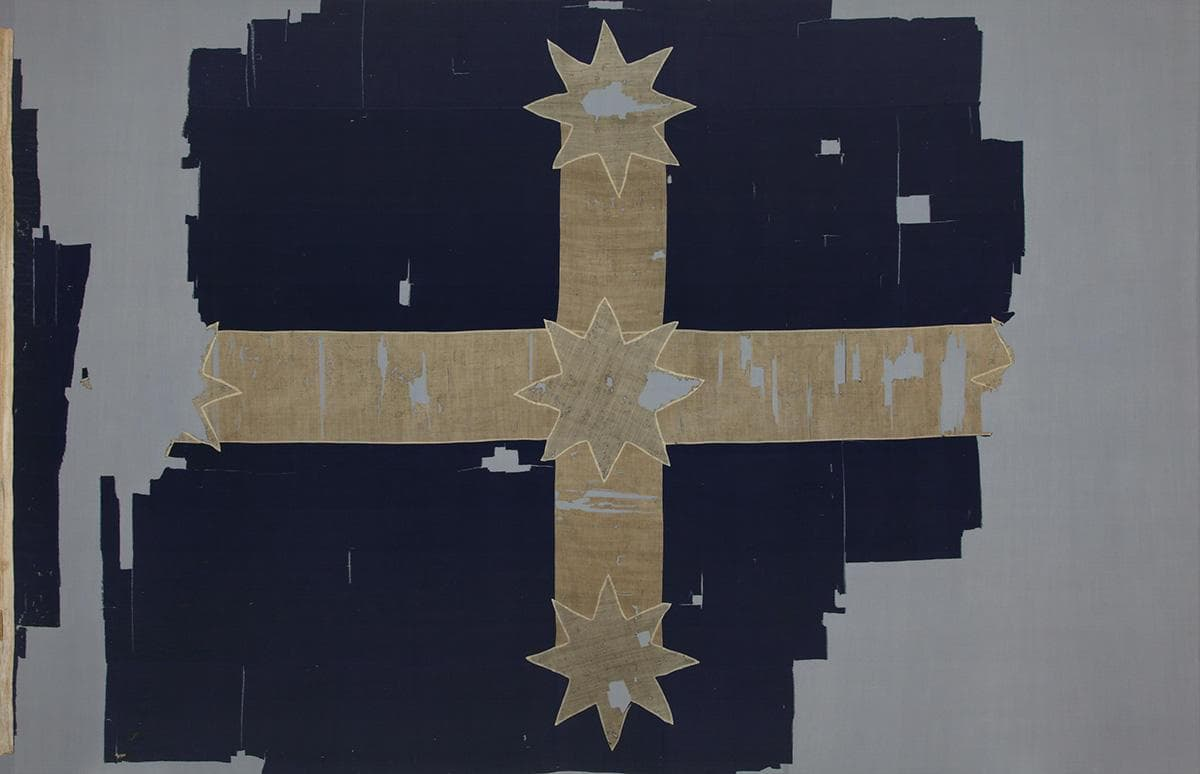
A Bandeira Eureka

A Bandeira Eureka foi a bandeira de guerra usada na Eureka Stockade, uma revolta de mineiros em 1854 em Ballarat, Victoria (Austrália). Tornou-se desde então, entre outras coisas, um símbolo de protesto para um grande número de causas na Austrália. A bandeira está exposta na Ballarat Fine Art Gallery.
De acordo com o livro Flag of Stars de Frank Cayley, as cinco estrelas da bandeira representam a Crux, e a cruz branca junta às estrelas, representa unidade e oposição.  O professor Geoffrey Blainey, avançou com a ideia que a bandeira Eureka é uma cruz Irlandesa e não a Crux. O modelo da bandeira foi levado pelo Capitão Henry Ross, um dos mineiros de Eureka e expatriado Canadiano, a três mulheres, Anastasia Withers, Anne Duke e Elizabeth Hayes para que cosessem a bandeira a tempo de uma grande mobilização que iria acontecer em Baker Hill, às 14 horas do dia 29 de Novembro de 1854. Não há registo de quem de facto idealizou a bandeira, embora Ross fosse conhecido nas escavações como o 'noivo' da bandeira dos mineiros. A bandeira é similar à bandeira da Federação Australiana, a qual, segundo alguns historiadores serviu de base à Eureka. 

## Modelo padronizado

Modelo padrão.

O modelo contemporâneo da bandeira Eureka é uma versão melhorada e um pouco diferente da original de 1854. A padronização implicou a adição de um pequeno contorno azul em volta das estrelas. É normalmente fabricada numa proporção de 1:2. Embora a bandeira tenha sido desenhada como uma representação da Crux, uma constelação apenas vísivel nos céus do hemisfério Sul, as estrelas estão dispostas diferentemente da dita constelação. A estrela "central"  (Epsilon Crucis) na constelação, está descentrada, perto da extremidade do "diamante", enquanto que a da Eureka aparece ao centro. A bandeira Eureka é apenas uma versão estilizada de um padrão mais amplamente reconhecido.